# Lansdowne Road
Lansdowne Road (irl. Bóthar Lansdún) – irlandzki stadion narodowy dla piłkarskiej reprezentacji i reprezentacji rugby położony w Dublinie. Stadion otwarty w 1872 roku, został zburzony w 2007, ustępując miejsca nowocześniejszej konstrukcji, która została nazwana Aviva Stadium.